# Rita Guedes
Rita de Cássia de Sousa Guedes (Catanduva, 2 de janeiro de 1972) é uma atriz e produtora brasileira.

## Biografia
Aos 14 anos, Rita entrou para o grupo de teatro Roda Viva, que se apresentava e desenvolvia seus trabalhos no Teatro Municipal de Catanduva, sob a direção de Tabajara Campos. Aos 17 anos mudou-se de Catanduva para Campinas, onde logo ingressou na companhia de teatro Mambembe: a Sia Santa. Aos 19 anos foi morar em São Paulo. Quando estreia na novela Despedida de Solteiro viu sua carreira deslanchar, tanto na televisão como no teatro.
Após o sucesso da novela, em 1993, fez a peça de teatro Entre Amigas, que abordava a sexualidade feminina. Na televisão, fez a personagem Pinky em Olho no Olho.
Fez sucesso com a peça Qualquer Gato Vira Lata Tem Uma Vida Sexual Mais Sadia Que a Nossa, onde mostrou seu lado cômico. Em 1999, a montagem estava há mais de um ano em cartaz em São Paulo.
Rita Guedes possui mais de 10 novelas, 3 longas metragens, 7 curtas, mais de 10 peças de teatro e inúmeras participações em séries, como Carga Pesada e o programa Você Decide. Participou, ainda, do clipe da música 2345meia78, do rapper Gabriel O Pensador.

## Vida pessoal
Teve síndrome do pânico e relatou que o livro O Segredo a curou, graças ao que ela aprendeu com a leitura. Rita mudou totalmente sua vida, sendo então nomeada embaixadora oficial do livro no Brasil.

## Filmografia

### Televisão
| Ano     | Título                      | Personagem                     | Notas                                               |
| ------- | --------------------------- | ------------------------------ | --------------------------------------------------- |
| 1992    | Despedida de Solteiro       | Bianca Salgado Souza Bastos    |                                                     |
| 1993    | Olho no Olho                | Patrícia Guedes Zapata (Pinky) |                                                     |
| 1994    | Você Decide                 | Alice                          | Episódio: "A Vida Não Acabou"                       |
| 1994    | Você Decide                 | Myriam                         | Episódio: "Possessão"                               |
| 1994    | Você Decide                 | Clara                          | Episódio: "O Preço do Amor"                         |
| 1995    | Você Decide                 | Sheila                         | Episódio: "Joia Rara"                               |
| 1995    | Irmãos Coragem              | Paula                          |                                                     |
| 1996    | Quem É Você?                | Irina                          |                                                     |
| 1996    | Você Decide                 | Cris                           | Episódio: "Não Se Esqueça de Mim"                   |
| 1997    | Você Decide                 | Norma                          | Episódio: "Norma"                                   |
| 1997    | Você Decide                 | Francis                        | Episódio: "Francis"                                 |
| 1997    | A Justiceira                | Iara                           | Episódio: "O Navio Luminoso"                        |
| 1997    | Malhação                    | Luana                          | Episódio: "13 de agosto"                            |
| 1998    | Você Decide                 | Soraia                         | Episódio: "Ato Covarde"                             |
| 1998    | Você Decide                 | Maura                          | Episódio: "O Escândalo"                             |
| 1998    | Malhação                    | Carla                          | Episódio: "11–14 de maio"                           |
| 1999    | Andando nas Nuvens          | Vanessa Uau                    | Episódio: "19–22 de julho"                          |
| 1999    | Você Decide                 | Celi                           | Episódio: "Bruxaria"                                |
| 2000    | Você Decide                 | Ana                            | Episódio: "Uma Lição das Arábias"                   |
| 2000    | Uga Uga                     | Stella Valim                   |                                                     |
| 2001    | Bambuluá                    | Paula                          | Episódio: "12 de agosto"                            |
| 2001    | Malhação                    | Flávia                         | Episódio: "19 de novembro"                          |
| 2002    | Desejos de Mulher           | Kênia                          | Episódios: "17–22 de março"                         |
| 2002    | Brava Gente                 | Francesa                       | Episódio: "A Cidade que o Diabo Esqueceu"           |
| 2002    | Brava Gente                 | Matilde                        | Episódio: "Entre o Céu e a Terra"                   |
| 2003    | Brava Gente                 | Zuline                         | Episódio: "O Dia do Amor"                           |
| 2004    | Da Cor do Pecado            | Mariana                        | Episódios: "9 de março–23 de abril"                 |
| 2004    | Sítio do Picapau Amarelo    | Amorzinho                      | Episódio: "A Menina da Selva"                       |
| 2005    | Alma Gêmea                  | Kátia Dantas (Anja)            |                                                     |
| 2006    | Camilo em Sarilhos          | Carminho                       | Episódio: "O Ponto"                                 |
| 2006    | Sob Nova Direção            | Daniele                        | Episódio: "Madrinha Só Tem Uma"                     |
| 2006    | Carga Pesada                | Marcinha                       | Episódio: "Triângulo das Bermudas"                  |
| 2006    | Cobras & Lagartos           | Cacá                           | Episódios: "24–26 de outubro"                       |
| 2006    | Papai Noel Existe           | Sônia                          | Especial de fim de ano                              |
| 2007    | Eterna Magia                | Matilde Sotero O'Neill         |                                                     |
| 2007    | Faça Sua História           | Ivonete                        | Episódio: "Piloto"                                  |
| 2008    | Casos e Acasos              | Carol                          | Episódio: "A Nova Namorada, o Chefe e o Dia Fértil" |
| 2008    | Toma Lá, Dá Cá              | Vanessa                        | Episódio: "O Pecado Malha ao Lado"                  |
| 2008    | Casos e Acasos              | Ivete                          | Episódio: "A Volta, a Cena e as Férias"             |
| 2009    | Caminho das Índias          | Delegada Inocência             | Episódio: "7 de abril de 2009"                      |
| 2010–11 | Malhação                    | Marlene                        | Episódios: "15 de novembro–5 de janeiro"            |
| 2012    | As Brasileiras              | Astrid Meireles                | Episódio: "A De Menor do Amazonas"                  |
| 2012    | Avenida Brasil              | Nicole Catatau                 | Episódio: "28 de setembro–2 de outubro"             |
| 2013    | Flor do Caribe              | Doralice Pereira               |                                                     |
| 2014    | Questão de Família          | Neusa                          | Episódio: "Não Tão Simples: Parte 1"                |
| 2017–20 | 1 Contra Todos              | Telma Dirceu                   |                                                     |
| 2018    | Malhação: Vidas Brasileiras | Valéria Porto                  | Episódio: "7–17 de novembro"                        |
| 2018–20 | Tô de Graça                 | Suellen                        | Temporada 2–4                                       |
| 2020-25 | Arcanjo Renegado            | Manuela Berengher              |                                                     |
| 2024    | Volta por Cima              | Ivone da Cruz                  | Episódios: "9–16 de outubro"                        |

### Cinema
| Ano  | Título                                         | Personagem | Notas          |
| ---- | ---------------------------------------------- | ---------- | -------------- |
| 1993 | Tudo o Que Você Sempre Quis Saber Sobre o Amor |            | Curta-metragem |
| 1998 | O Maior                                        |            | Curta-metragem |
| 2002 | Separações                                     | Vendedora  |                |
| 2003 | Quem É?                                        |            | Curta-metragem |
| 2003 | Sintomas                                       |            | Curta-metragem |
| 2004 | O Xadrez das Cores                             |            | Curta-metragem |
| 2004 | Procuradas                                     | Angela     |                |
| 2005 | O Farol de Santo Agostinho                     | Mãe        | Curta-metragem |
| 2006 | O Caso Morel                                   | Carmen     |                |
| 2006 | Gatão de Meia Idade                            | Eleonora   |                |
| 2009 | Fumando Espero                                 | Ela mesma  | Documentário   |
| 2011 | Qualquer Gato Vira-Lata                        | Ângela     |                |
| 2014 | Mar Inquieto                                   | Anita      |                |
| 2015 | Qualquer Gato Vira-Lata 2                      | Ângela     |                |

## Teatro
| Ano       | Título                                                             | Personagem  | Autoria                      | Direção         |
| --------- | ------------------------------------------------------------------ | ----------- | ---------------------------- | --------------- |
| 1986      | As Goiúvas                                                         | Ritinha     | Oscar Von Phull              |                 |
| 1987      | O Circo de Bonecos                                                 | Bailarina   | Oscar Von Phull              |                 |
| 1987      | O Evangelho Segundo Zebedeu                                        |             |                              |                 |
| 1988      | Menestrel da Alegria da Arca de Noé                                | Gata        |                              | Thiers Camargo  |
| 1989      | Pinóquio                                                           | Gato Fígaro |                              | Carlo Collodi   |
| 1989      | A Farsa do Advogado Pathelin                                       |             |                              |                 |
| 1990      | Meu Reino Por Um Cavalo                                            | Selminha    |                              | Dias Gomes      |
| 1990      | A Pedra Mágica                                                     |             |                              |                 |
| 1991      | Flash                                                              | Potagonista | Walcyr Carrasco              | Walcyr Carrasco |
| 1992      | Sauna                                                              |             | Nell Dun                     | Wolf Maya       |
| 1993      | Entre Amigas                                                       | Didi        | Maria Duda                   | Cecil Thiré     |
| 1998-2002 | Qualquer Gato Vira-Lata Tem Uma Vida Sexual Mais Sadia Que A Nossa | Tati        | Juca de Oliveira             | Bibi Ferreira   |
| 2003      | Eu te amo, você é perfeita, agora muda                             | Vários      | Wolf Maya e Aloísio de Abreu | Wolf Maya       |
| 2004      | DNA – Nossa Comédia                                                |             | Tiago Santiago               | Bibi Ferreira   |
| 2020      | uma relação tão delicada                                           | Charlotte   | Loleh Bellon                 | Ary Coslov      |